# Cogollos
Cogollos es un municipio y localidad española de la provincia de Burgos, en la comunidad autónoma de Castilla y León, comarca de Alfoz de Burgos, partido judicial de Burgos. El término municipal cuenta con una población de 677 habitantes (INE 2024).

## Geografía
Se encuentra integrado en la comarca Alfoz de Burgos, localizándose a 18 kilómetros del centro de la capital burgalesa. Está atravesado por la Autovía del Norte entre los pK 220 y 225. El relieve del territorio es muy similar al de la comarca aledaña de Arlanza, caracterizado por la altiplanicie castellana con ondulaciones y montes dispersos que superan los 900 metros de altitud. El pueblo, situado a orillas del río Cogollos, se alza a 892 metros sobre el nivel del mar. 
| Noroeste: Arcos de la Llana | Norte: Sarracín | Noreste: Revillarruz         |
| Oeste: Villangómez          |                 | Este: Hontoria de la Cantera |
| Suroeste: Valdorros         | Sur: Valdorros  | Sureste: Madrigal del Monte  |

### Núcleos de población
Cogollos es la capital del municipio, que cuenta con dos barrios, el de San Pedro y el de San Román.

## Historia

### Cuartel de la Guardia Civil de Cogollos (1845-1989)
En 1837 ya se tiene constancia de la existencia de un destacamento permanente de la Milicia Nacional. Estaba adscrito al de Aranda de Duero, siendo uno de los destacamentos más antiguos junto al de Huérmeces en camino de Reinosa, Monasterio en Vitoria, Buniel, Celada y Villodrigo en Valladolid.
El 12 de noviembre de 1844 queda establecido el undécimo Tercio de la Guardia Civil en Burgos, en el conocido como Cuartel de Milicias, entre las calles de Huerto del Rey y Avellanos (Hoy Escuela de Hostelería).La Guardia Civil se constituye como el sucesor de la antigua Milicia Nacional, por lo que muchos de sus puestos son heredados por esta.
El primer reparto de los componentes de la Guardia Civil por la provincia de Burgos se realizó entre los años de 1844-45, y es por tanto ahí donde debemos señalar el origen del cuartel de Cogollos, aunque se desconoce su fecha exacta. Según los datos de ese primer reparto, en 1844-45 el cuartel contaba con cinco guardias civiles de infantería, todos salvo la capital contaban con el mismo número de efectivos. Hasta 1854 no se hace pública la relación global de los puestos establecidos en cada tercio. La distribución establecida para este año es la siguiente: 
Primer jefe del Tercio coronel Francisco Martín
Segundo Jefe del Tercio primer capitán José Arellano. 
Comandante de Provincia primer capitán José Villanueva 
Cabeceras: Pampliega (9 puestos), Lerma (6 puestos), Aranda de Duero (8 puestos), Villafranca Montes de Oca (5 puestos), Briviesca (5 puestos), Villarcayo (8 puestos) y Sedano (7 puestos). 
La cabecera de Lerma se dividía en los puestos siguientes: Cogollos, Madrigalejo, Covarrubias, Quintanilla de la Mata y Bahábon de Esgueva. 
Los pueblos bajo el control del puesto de Cogollos eran en 1854: Cogollos, Arcos, Basconcillos de Muño (despoblado), Humienta, Saldaña, Sarracín, Villariezo, Tornadijo, Valdorros, Villangomez, Cojobar, Olmos Alvos (Olmosalbos), Villanueva Matamala y Pedrosa de Muñó. 
A lo largo del siglo XIX fue ampliando su jurisdicción, incorporando el antiguo puesto de Madrigalejo del Monte. Hasta 1909 su jurisdicción añadió los lugares de Granja de Quintanilleja, Madrigalejo del Monte, Montuenga, Casa del Monte Encinas, Villafuertes y Modúbar de la Emparedada, perdiendo otros como Cojobar y VIllangomez. En esta fecha de 1909 el puesto de la guardia civil de Cogollos fue suprimido debido al mal estado de la casa cuartel pese a la Real Orden Emanada del Ministerio de Gobernación de 27 de Febrero de ese año por la cual se concedió una subvención de 1800 ptas. para efectuarse obras en ella.
En 1919 fue restituido al concederse un contrato de arrendamiento por el cual el Ayuntamiento de Cogollos se comprometía a "proporcionar acuartelamiento gratuito a la fuerza de la Guardia Civil, cediendo un local perteneciente al Ayuntamiento, situado en la Calle San Román obligándose a realizar cuantas obras sean necesarias para la instalación conveniente de los Guardias y sus familias". Pronto se vio que las condiciones del nuevo alojamiento distaban mucho de lo estándares requeridos por lo que en 1930 se materializo un segundo contrato.  

## Demografía
Cogollos cuenta con una población de 677 habitantes (INE 2024).
| Gráfica de evolución demográfica de Cogollos entre 1842 y 2021                                                      |
| |
| Población de derecho según los censos de población del INE Población de hecho según los censos de población del INE |

## Administración y política
El ayuntamiento, como resultado de las Elecciones municipales de España de 2023, está formado por las siguientes personas:
- Alcalde: Félix Tejero Masa (PP).
- Concejales: Francisco Javier Palacios Abad (PP), Raúl Martínez Barriuso (PP), Jesús García Espinosa (PP), Gema Nuñez Revilla (PP), Álvaro Castrillo Casas (PP), Juan Carlos Echave (PP)

## Patrimonio
- Iglesia de San Pedro.
- Iglesia de San Román, sin culto.